# (3024) Hainan
(3024) Hainan (1981 UW9) – planetoida z pasa głównego asteroid okrążająca Słońce w ciągu 6,34 lat w średniej odległości 3,42 j.a. Odkryta 23 października 1981 roku.